# Hieronyma antioquensis
Hieronyma antioquensis är en emblikaväxtart som beskrevs av José Cuatrecasas. Hieronyma antioquensis ingår i släktet Hieronyma och familjen emblikaväxter. Inga underarter finns listade i Catalogue of Life.